# Apostolisch vicariaat Galápagos
Het apostolisch vicariaat Galápagos (Latijn: Vicariatus Apostolicus Galapagensis) is een rooms-katholiek apostolisch vicariaat met als zetel Puerto Baquerizo Moreno, hoofdstad van de provincie Galápagos, in Ecuador. Het apostolisch vicariaat is vrijgesteld en valt als immediatum direct onder de Heilige Stoel, zonder te behoren tot een kerkprovincie. Alle prefecten en vicarissen tot heden (2024) waren lid van de Franciscanen. 

## Geschiedenis
Het apostolisch vicariaat werd opgericht op 6 mei 1950, als de apostolische prefectuur Galápagos, uit delen van het bisdom Guayaquil. Op 15 juli 2008 werd het verheven tot apostolisch vicariaat. 

## Parochies
Het apostolisch vicariaat had in 2020 een oppervlakte van 8.010 km2 en telde 30.000 inwoners waarvan 80,7% rooms-katholiek was. Naast de lokale inwoners bedient het de vele toeristen die het werelderfgoed bezoeken. 

## Ordinarii

### Prefecten
- Pedro Pablo (Luis Reinaldo) Andrade Sánchez (5 april 1951 - 1959)
- Juan de Dios Campuzano (20 november 1959 - 30 oktober 1967)
- Hugolino Felix Cerasuolo Stacey (3 oktober 1967 - 30 mei 1975)
- Serafín Luis Alberto Cartagena Ocaña (17 mei 1980 - 10 september 1982)
  - Bernardino Carlos Guillermo Honorato Echeverría Ruiz (apostolisch administrator: 8 december 1982 - 18 mei 1984)

### Apostolisch vicarissen
- Manuel Antonio Valarezo Luzuriaga (22 juni 1990 - 29 oktober 2013)
- Áureo Patricio Bonilla Bonilla (29 oktober 2013 - heden)